# Parkoszów
Parkoszów (niem. Urbanstreben) – wieś w Polsce położona nad rzeką Bóbr w województwie dolnośląskim, w powiecie bolesławieckim, w gminie Bolesławiec. W latach 1975–1998 miejscowość administracyjnie należała do województwa jeleniogórskiego.

## Historia
Stara osada słowiańska, podczas wykopalisk archeologicznych znaleziono tu cmentarzysko ciałopalne kultury luboszyckiej z ok. II-IV w. n.e.